# أل كوري
أل كوري (بالإنجليزية: Al Coury)‏ هو منتج أسطوانات أمريكي، ولد في 21 أكتوبر 1934 في ورسستر في الولايات المتحدة، وتوفي في 8 أغسطس 2013 في ثاوزند أوكس في الولايات المتحدة بسبب سكتة.